# Un homme est tombé dans la rue
Pour plus de détails, voir Fiche technique et Distribution.
Un homme est tombé dans la rue est un film français réalisé par Dominique Roulet, sorti en 1996.

## Fiche technique
- Titre : Un homme est tombé dans la rue
- Réalisation : Dominique Roulet
- Pays d'origine :  France
- Date de sortie : 1996

## Distribution
- Jean-Louis Trintignant
- Guy Bedos
- Martin Lamotte
- Roger Miremont
- Anne Roussel
- Nathalie Roussel
- Brigitte Roüan